# Premio The Best FIFA de 2022
Los The Best FIFA Football Awards™, que se celebraron por séptima vez el 27 de febrero de 2023, honran anualmente a los miembros más destacados del deporte más popular del mundo. El 12 de enero, la FIFA dio a conocer las listas de nominados a los premios, mientras que el 9 y 10 de febrero se conoció la lista de tres finalistas.
Los premios se otorgan a los candidatos más destacados en cada campo por sus logros entre el 8 de agosto de 2021 y el 18 de diciembre de 2022.

## Premios y categorías
Las votaciones comenzaron el 12 de enero de 2023.
Se condecoraron los siguientes premios:
- Premio The Best al Jugador de la FIFA
- Premio The Best a la Jugadora de la FIFA
- Premio The Best al Entrenador de Fútbol Masculino de la FIFA
- Premio The Best al Entrenador de Fútbol Femenino de la FIFA
- Premio The Best al Guardameta de la FIFA
- Premio The Best a la Guardameta de la FIFA
- Premio Puskás de la FIFA
- Premio a la Afición de la FIFA
- Premio Fair Play de la FIFA
- FIFA/FIFPro World XI

## Categoría masculina

### Mejor jugador
El 12 de enero, la FIFA dio a conocer 14 jugadores iniciales nominados a los premios.
| Pos.             | Jugador            | Club (es)                         | Equipo nacional | Puntos     |
| Finalistas       | Finalistas         | Finalistas                        | Finalistas      | Finalistas |
| ---------------- | ------------------ | --------------------------------- | --------------- | ---------- |
| 1                | Lionel Messi       | Paris Saint-Germain               | Argentina       | 52         |
| 2                | Kylian Mbappé      | Paris Saint-Germain               | Francia         | 44         |
| 3                | Karim Benzema      | Real Madrid                       | Francia         | 34         |
| Otros candidatos |                    |                                   |                 |            |
| 4                | Luka Modrić        | Real Madrid                       | Croacia         | 28         |
| 5                | Erling Haaland     | Borussia Dortmund Manchester City | Noruega         | 24         |
| 6                | Sadio Mané         | Liverpool Bayern Múnich           | Senegal         | 19         |
| 7                | Julián Álvarez     | River Plate Manchester City       | Argentina       | 17         |
| 8                | Achraf Hakimi      | Paris Saint-Germain               | Marruecos       | 15         |
| 9                | Neymar             | Paris Saint-Germain               | Brasil          | 13         |
| 10               | Kevin De Bruyne    | Manchester City                   | Bélgica         | 10         |
| 11               | Vinícius Júnior    | Real Madrid                       | Brasil          | 10         |
| 12               | Robert Lewandowski | Bayern Múnich Barcelona           | Polonia         | 7          |
| 13               | Jude Bellingham    | Borussia Dortmund                 | Inglaterra      | 3          |
| 14               | Mohamed Salah      | Liverpool                         | Egipto          | 2          |

### Mejor portero
| Pos.             | Portero           | Club (es)       | Equipo nacional | Puntos     |
| Finalistas       | Finalistas        | Finalistas      | Finalistas      | Finalistas |
| ---------------- | ----------------- | --------------- | --------------- | ---------- |
| 1                | Emiliano Martínez | Aston Villa     | Argentina       | 26         |
| 2                | Thibaut Courtois  | Real Madrid     | Bélgica         | 20         |
| 3                | Yassine Bounou    | Sevilla         | Marruecos       | 14         |
| Otros candidatos |                   |                 |                 |            |
| 4                | Alisson Becker    | Liverpool       | Brasil          | 8          |
| 5                | Ederson           | Manchester City | Brasil          | 4          |

### Mejor entrenador
| Posición         | Nombre           | Equipo(s) entrenados       | Puntos     |
| Finalistas       | Finalistas       | Finalistas                 | Finalistas |
| ---------------- | ---------------- | -------------------------- | ---------- |
| 1                | Lionel Scaloni   | Argentina                  | 28         |
| 2                | Carlo Ancelotti  | Real Madrid                | 17         |
| 3                | Pep Guardiola    | Manchester City            | 12         |
| Otros candidatos |                  |                            |            |
| 4                | Walid Regragui   | Marruecos Wydad Casablanca | 10         |
| 5                | Didier Deschamps | Francia                    | 5          |

## Categoría femenina

### Mejor jugadora
| Pos.             | Jugadora         | Club (es)                    | Puntos     |
| Finalistas       | Finalistas       | Finalistas                   | Finalistas |
| ---------------- | ---------------- | ---------------------------- | ---------- |
| 1                | Alexia Putellas  | Barcelona                    | 50         |
| 2                | Alex Morgan      | Orlando Pride San Diego Wave | 37         |
| 3                | Beth Mead        | Arsenal                      | 37         |
| Otras candidatas |                  |                              |            |
| 4                | Sam Kerr         | Chelsea                      | 34         |
| 5                | Aitana Bonmatí   | Barcelona                    | 29         |
| 6                | Debinha          | North Carolina Courage       | 25         |
| 7                | Alexandra Popp   | VfL Wolfsburgo               | 17         |
| 8                | Leah Williamson  | Arsenal                      | 17         |
| 9                | Ada Hegerberg    | Olympique Lyonnais           | 13         |
| 10               | Wendie Renard    | Olympique Lyonnais           | 9          |
| 11               | Lena Oberdorf    | VfL Wolfsburgo               | 4          |
| 12               | Vivianne Miedema | Arsenal                      | 2          |
| 13               | Keira Walsh      | Manchester City Barcelona    | 0          |
| 14               | Jessie Fleming   | Chelsea                      | 0          |

### Mejor entrenador
| Posición         | Nombre                   | Equipo(s) entrenados | Puntos     |
| Finalistas       | Finalistas               | Finalistas           | Finalistas |
| ---------------- | ------------------------ | -------------------- | ---------- |
| 1                | Sarina Wiegman           | Inglaterra           | 28         |
| 2                | Sonia Bompastor          | Olympique Lyonnais   | 18         |
| 3                | Pia Sundhage             | Brasil               | 10         |
| Otros candidatos |                          |                      |            |
| 4                | Emma Hayes               | Chelsea              | 10         |
| 5                | Martina Voss-Tecklenburg | Alemania             | 6          |
| 6                | Bev Priestman            | Canadá               | 0          |

### Mejor portera
| Pos.             | Portera           | Club (es)                          | Puntos     |
| Finalistas       | Finalistas        | Finalistas                         | Finalistas |
| ---------------- | ----------------- | ---------------------------------- | ---------- |
| 1                | Mary Earps        | Manchester United                  | 26         |
| 2                | Christiane Endler | Olympique Lyon                     | 22         |
| 3                | Ann-Katrin Berger | Chelsea                            | 10         |
| Otras candidatas |                   |                                    |            |
| 4                | Sandra Paños      | Barcelona                          | 7          |
| 5                | Merle Frohms      | Eintracht Fráncfort VfL Wolfsburgo | 5          |
| 6                | Alyssa Naeher     | Chicago Red Stars                  | 3          |

## Mejor gol del año
| Posición         | Futbolista        | Club o Selección      | Oponente              | Fecha                   | Total de votos |
| Finalistas       | Finalistas        | Finalistas            | Finalistas            | Finalistas              | Finalistas     |
| ---------------- | ----------------- | --------------------- | --------------------- | ----------------------- | -------------- |
| 1                | Marcin Oleksy     | Warta Poznań          | Stal Rzeszów          | 6 de diciembre de 2022  | 21             |
| 2                | Dimitri Payet     | Olympique de Marsella | PAOK Salónica         | 7 de abril de 2022      | 20             |
| 3                | Richarlison       | Brasil                | Serbia                | 24 de noviembre de 2022 | 17             |
| Otros candidatos |                   |                       |                       |                         |                |
|                  | Mario Balotelli   | Adana Demirspor       | Göztepe S. K.         | 22 de mayo de 2022      | -              |
|                  | Francisco Metilli | C. A. Central Córdoba | C. A. Rosario Central | 1 de agosto de 2022     | -              |
|                  | Amandine Henry    | Olympique de Lyon     | F. C. Barcelona       | 21 de mayo de 2022      | -              |
|                  | Theo Hernández    | A. C. Milan           | Atalanta B. C.        | 15 de mayo de 2022      | -              |
|                  | Alou Kuol         | Australia sub-23      | Irak sub-23           | 4 de junio de 2022      | -              |
|                  | Kylian Mbappé     | Francia               | Argentina             | 18 de diciembre de 2022 | -              |
|                  | Salma Paralluelo  | Villarreal C. F.      | F. C. Barcelona       | 2 de abril de 2022      | -              |
|                  | Alessia Russo     | Inglaterra            | Suecia                | 26 de julio de 2022     | -              |

## Premio Fanáticos FIFA
| Posición | Fan                                   | Razón | Votos   | %      |
| -------- | ------------------------------------- | --- | ------- | ------ |
| 1        | Aficionados de la selección argentina | El apoyo de viajar a Catar para apoyar el camino de los eventuales campeones de la Copa Mundial de 2022, seguido de los millones de fanáticos que acogieron la llegada del equipo en la capital nacional Buenos Aires, luego del título obtenido. | 656,253 | 41.88% |
| 2        | Aficionados de la selección japonesa  | Costumbre tradicional de quedarse terminado los partidos del torneo para limpiar el estadio. | 383,643 | 33.63% |
| 3        | Abdullah Al Salmi                     | Recorrió 1600 km a través del Desierto de Arabia desde Jeddah hasta Catar para apoyar al seleccionado saudí en el torneo. | 526,887 | 24.49% |

## Premio Fair Play
| Ganador          | Equipo         | Razón |
| ---------------- | -------------- | --- |
| Luka Lochoshvili | Wolfsberger AC | Salvó la vida del jugador austríaco Georg Teigl, que quedó inconsciente luego de chocarse con un jugador, despejando sus vías respiratorias luego de que se atragantara con su lengua. Gracias a la intervención de Lochoshvili, Teigl recobró el sentido y luego se recuperó en un hospital local. |

## FIFA/FIFPro World XI
| Nombre           | Club(s)                               |
| Portero          | Portero                               |
| ---------------- | ------------------------------------- |
| Thibaut Courtois | Real Madrid                           |
| Defensas         |                                       |
| João Cancelo     | Manchester City                       |
| Virgil van Dijk  | Liverpool                             |
| Achraf Hakimi    | Paris Saint-Germain                   |
| Centrocampistas  |                                       |
| Casemiro         | - Real Madrid - Manchester United     |
| Luka Modrić      | Real Madrid                           |
| Kevin De Bruyne  | Manchester City                       |
| Delanteros       |                                       |
| Lionel Messi     | Paris Saint-Germain                   |
| Kylian Mbappé    | Paris Saint-Germain                   |
| Erling Haaland   | - Borussia Dortmund - Manchester City |
| Karim Benzema    | Real Madrid                           |

| Nombre            | Club(s)                       |
| Portera           | Portera                       |
| ----------------- | ----------------------------- |
| Christiane Endler | Olympique Lyonnais            |
| Defensas          |                               |
| Lucy Bronze       | - Manchester City - Barcelona |
| Mapi León         | Barcelona                     |
| Wendie Renard     | Olympique Lyonnais            |
| Leah Williamson   | Arsenal                       |
| Centrocampistas   |                               |
| Lena Oberdorf     | VfL Wolfsburg                 |
| Alexia Putellas   | Barcelona                     |
| Keira Walsh       | - Manchester City - Barcelona |
| Delanteras        |                               |
| Sam Kerr          | Chelsea                       |
| Beth Mead         | Arsenal                       |
| Alex Morgan       | San Diego Wave                |

## Premio Honorífico
Previo al inicio de la ceremonia, la FIFA entregó un premio de reconocimiento especial de manera póstuma a Pelé, el cual lo recibió Marcia Aoki, viuda del exfutbolista, tras esto inició un acto de homenaje para honrar el legado de uno de los mejores futbolistas de la historia.